# Dziesięć złych uczynków (buddyzm)
Dziesięć złych (niecnych, niewłaściwych) uczynków w buddyzmie to:
3 czyny cielesne:
1. zabijanie (wynikające z przywiązania, gniewu lub głupoty)
2. kradzież (siłą, skrycie lub poprzez oszustwo)
3. niewłaściwe czyny seksualne (kazirodztwo, cudzołóstwo, z osobą nieletnią pod czyjąś opieką, z osobą utrzymującą odpowiednie ślubowania.)

4 czyny ustne:
1. kłamstwo (o domniemanych sukcesach, aby zranić innych lub dla własnej korzyści, bez powodu)
2. dzieląca mowa (rozbijająca przyjaźnie, insynuacje, pogłoski)
3. mowa sprawiająca krzywdy (otwarcie wypowiedziana, obrzydliwa, wypominająca błędy)
4. nieprzydatna mowa (omylna, bezmyślne plotki, nieodpowiednia lub niewłaściwa bez przygotowania dla słuchającego)

3 czyny umysłowe:
1. chciwość (o swój majątek, o czyjś majątek, o mienie niczyje, np. ziemię)
2. złe życzenia (wynikające z nienawiści, zawiści, głupoty, np. do niewłaściwej osoby)
3. błędne poglądy (o prawie karmy, o czterech szlachetnych prawdach, o obiektach schronienia, o zasadzie pustki siunjata, gdy popada się w nihilizm bądź eternalizm).

W przeciwieństwie do wielu religii takich jak chrześcijaństwo, złe uczynki nie są świadomymi i wolnymi wyborami skazującymi na ukaranie przez Boga, lecz jest po prostu przejawem braku świadomości. Uczynki te więc należałoby tłumaczyć przez niewłaściwe rozumienie.  
W buddyzmie zło może być utożsamiane ze złą karmą nagromadzoną poprzez takie „błędne” uczynki. Pojęcie karmy jednak jest wolne od fatalizmu występującego w chrześcijaństwie, np. pojęcia grzechu piekielnego, czy fatalizmu nieuchronnej karmy skazującej kogoś po śmierci na następne złe odrodzenie jako zwierzę. Buddyjskie prawo karmy twierdzi, że działania, których rezultaty zaowocowałyby cierpeniem w następnym odrodzeniu mogą być wymazane przez nowe działania jeszcze przed śmiercią, a ich rezultaty zaowocują szczęściem w następnym odrodzeniu. Prawo  karmy wykazuje również, że te rezultaty doświadczane są tylko przez istotę, która karmę nagromadziła. Nie ma tu pojęć na podobieństwo chrześcijaństwa, takich jak „Bóg Zbawiciel" lub „Szatan Kusiciel". 
Buddyzm naucza, że po usunięciu niewiedzy, uświadamiając sobie brak atmana, czyli „duszy" podlegającej karmie, następuje wyzwolenie od wszelkich uwarunkowanych stanów szczęścia i cierpień, inaczej zwane wyzwoleniem od dukkhy, czyli od stanu niepewności wszelkich uwarunkowanych zjawisk. Prawdziwe i ostateczne zrozumienie karmy jest możliwe jedynie dzięki głębokiemu wglądowi w bezosobowość (anattā) i przyczynowość (paticca-samuppāda) wszelkich zjawisk na świecie.
Osoba czyniąca źle sama się unieszczęśliwia, gdyż tworzy karmę skutkującą przyszłym cierpieniem, aczkolwiek niedeterministyczną, gdyż może zostać ona zmieniona przyszłymi godnymi uczynkami. Zasłużyć sobie można przez te dziesięć cnych działań, wiążących się z zaniechaniem dziesięciu niecnych działań, na przykład zamiast okradania daruje się lub pomaga potrzebującym.